# Guerre moldo-polonaise (1502-1510)
Guerres moldo-polonaises
Guerres polono-turques
La guerre moldo-polonaise de 1502-1510 opposa le royaume de Pologne à la Moldavie et à l'Empire ottoman qui le soutenait. Elle se termina par une victoire polonaise, entérinée le 22 janvier 1510 par le traité de Kamieniec Podolski, par lequel Bogdan III le Borgne renonça à ses prétentions sur la Pocoutie et à son projet de mariage avec Élisabeth Jagellon, et restitua le contrat de mariage.

## La guerre

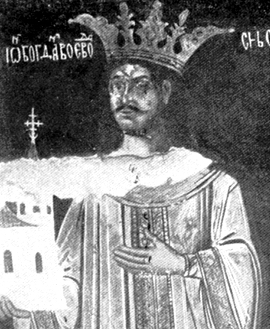
Bogdan III le Borgne.

La guerre fut déclenchée par Étienne le Grand en septembre 1502, qui profita des troubles internes au Royaume de Pologne, de l'invasion tatare et du Siège de Smolensk (en) par l'armée moscovite, pour recouvrer la Pocoutie polonaise, une entreprise pour laquelle il fut aidé par la population orthodoxe et une partie de la noblesse ruthène. En 1504, après la mort de l'hospodar, son fils Bogdan III le Borgne monta sur le trône de Moldavie. Il proposa d'épouser Élisabeth, la sœur du roi Alexandre Jagellon, et trompé par de fausses promesses de l'envoyé polonais, le grand maréchal de la Couronne Stanislas Chodecki, se retira de Pocoutie en septembre 1505. Un an plus tard, ayant appris la mort du roi de Pologne et son désaccord avec le mariage, Bogdan occupa à nouveau la Pocoutie et envahit la Podolie. Cette fois, Mikolaj Kamieniecki, à la tête de 3 000 soldats, entra en Pocoutie, en chassa les armées ennemies et envahit la Moldavie. Après avoir vaincu quelques milliers de Moldaves, il retourna en Pologne. Une autre invasion moldave eut lieu en juin 1509 en Ruthénie rouge et en Podolie, et sur le chemin du retour, les Moldaves occupèrent de nouveau la Pocoutie. Les Polonais, ayant rassemblé 20 000 hommes (Levée en masse, troupes de défense, troupes enrôlées) sous le commandement de l'hetman Kamieniecki, reprirent la Pocoutie et entrèrent en Moldavie avec l'intention de s'emparer de sa capitale, Suceava. Après un siège infructueux de trois semaines, ils entamèrent une retraite, contournant laBucovine par l'est. En traversant le Dniestr près de Khotin, les Moldaves menés par Copaciu décidèrent d'engager le combat,,.

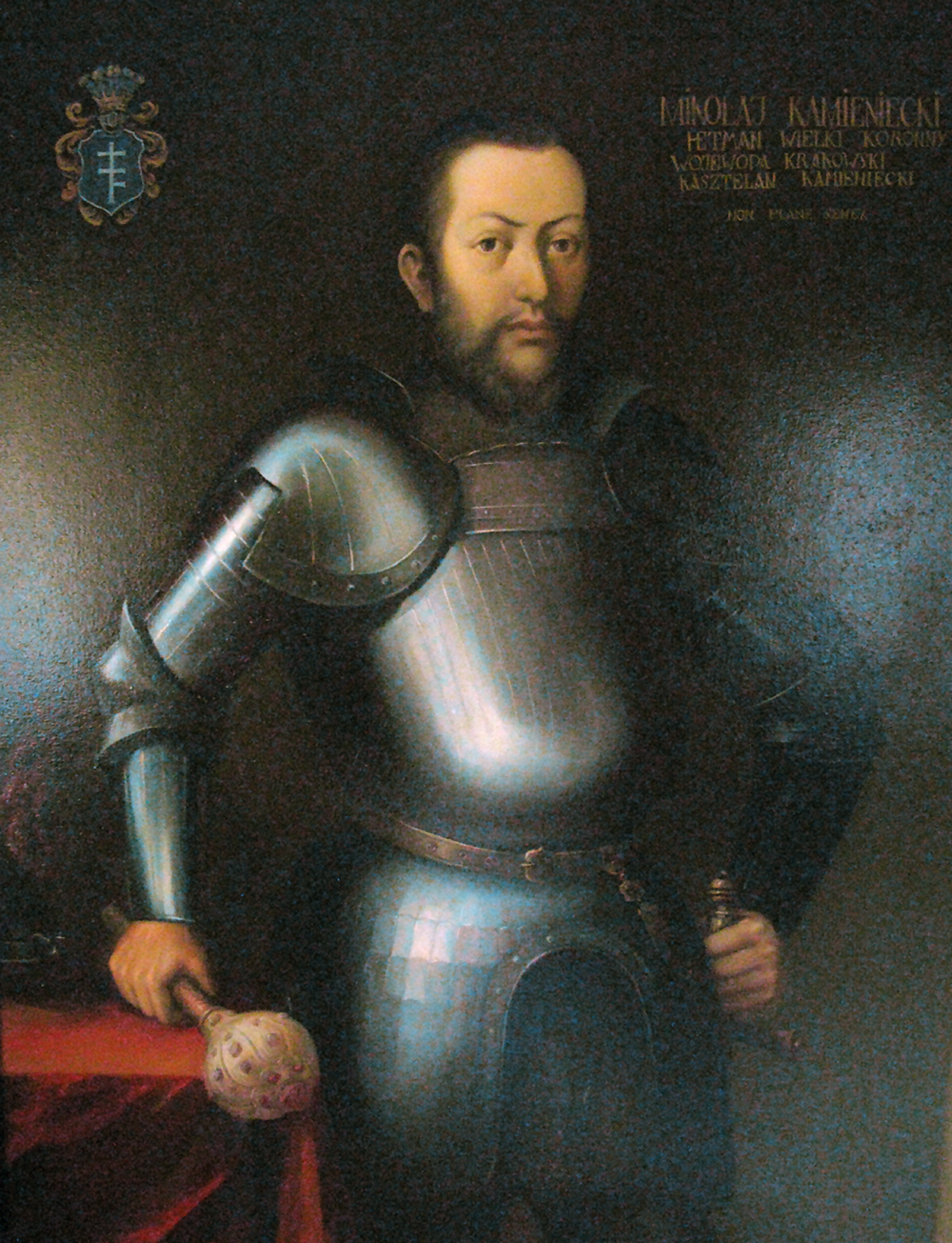
Le Hetman Mikolaj Kamieniecki.

## La bataille de Khotin (1509)
Lorsqu'une partie des troupes de la levée en masse franchit le fleuve, les troupes enrôlées commencèrent à se préparer. À ce moment, l'armée moldave attaqua, soutenue par les troupes ottomanes. L'attaque fut menée par le nord-ouest, du côté de la forteresse de Khotin, sur une pente raide. Malgré cela, les Polonais attaqués ne cédèrent pas à la panique et se préparèrent rapidement au combat. Au cours de la bataille, la cavalerie montée polonaise se désengagea imperceptiblement, contourna la colline d'où les Moldaves attaquaient par l'ouest et les frappa par derrière. Ceci provoqua une retraite de leurs troupes, transformée en fuite. Au cours de la poursuite, de nombreux dignitaires de l'hospodar furent faits prisonniers. Cinquante d'entre eux furent décapités.

## Conséquences
Le 22 janvier 1510, un traité de paix fut signé à Kamieniec Podolski, par lequel Bogdan renonçait définitivement à ses prétentions sur la Pocoutie et à ses projets de mariage avec Élisabeth Jagiellon, et rendait le contrat de mariage.